# Табат (село)
Табат — село в Бейском районе Хакасии, расположено на р. Табат — правом притоке р. Абакан. Расстояние до райцентра — с. Бея — 18 км, до ближайшей ж.-д. ст. Аскиз — 58 км.
Число хозяйств 645, население 1671 человек (01.01.2003), в основном русские, хакасы (5—6 %) и др. Село было основано в 1760—1780. Здесь располагался опорный казачий форпост на линии Саянский острог — форпост Таштып. В 1923—1924 в Табате создаётся кредитное товарищество, позднее — совхоз «Красный Табат», а потом — колхоз «Весёлый труд». В годы Великой Отечественной войны в селе находился детдом для детей из блокадного Ленинграда. Основное предприятие — ОАО «Табатское» (растениеводство — зерно). В селе находятся средняя школа, библиотека, музей при школе.

## Население
| 2002 | 2010  |
| ---- | ----- |
| 1662 | ↘1534 |

## Табатский совхоз Бейского района
В с. Табат в период коллективизации образовались колхозы: «Красный Чезрык», «Красный Табат» и «Им. Куйбышева», которые в 1950 объединились в колхоз «Им. Куйбышева». Его обслуживали 4 тракторные бригады Бейской МТС. Занимались разведением крупного рогатого скота, свиней, овец, птицы, садоводством, пчеловодством, сеяли зерно, выращивали картофель. Посевная площадь составляла 10971 га. В 1970 на базе колхозов «Им. Куйбышева» (с. Табат), «Заветы Ильича» (с. Будёновка) и д. Нижняя Киндырла образовался совхоз «Табатский» мясо-молочного направления в составе 4 отделений. В совхозе были построены контора, медпункт, ДК, школа, 14 двухквартирных домов, производств, помещения. Сельскохозяйственные угодья составляли 20932 га. Численность работающих — 800 человек. В 1986—1990 совхоз достиг наилучших показателей в хозяйственной деятельности: урожайность зерновых поднялась до 19 ц/га (25,8 ц/га 1987), поголовье увеличилось до в тысяч голов крупного рогатого скота, 22517 овец. Надой на 1 фур. корову составлял 2868, настриг шерсти с 1 овцы — 3,9 кг. Производство было рентабельным. Более 20 лет проработал в хозяйстве председателем колхоза и директором совхоза И. Ф. Шкицкий — кавалер ордена Трудового Красного Знамени. Заметный вклад в развитие хозяйства внесли директора: В. М. Трп-дедов (1976—1979), Я. М. Бодягин (1980—1987), А. А. Байкалов (1987—2001). В 1992 совхоз реорганизовали в АОЗТ «Табатское». С марта 2001 АОЗТ «Табатское» преобразовано в РГУСП «Табатское», позднее в ОАО «Табатское».